# Ulica św. Idziego w Krakowie
Ulica św. Idziego – ulica w Krakowie, w dzielnicy I Stare Miasto, na Starym Mieście, biegnie u podnóża wawelskiego wzgórza. Stanowi część I obwodnicy. Łączy ul. Podzamcze z ulicami św. Gertrudy oraz Stradomską, która jest jej przedłużeniem.
Do 1941 roku ulica był niewielką przecznicą ul. Grodzkiej, pomiędzy kościołem św. Idziego (od którego wzięła nazwę) a wybudowaną w XIX wieku kamienicą zwaną Dębno. Podczas II wojny światowej i okupacji Krakowa, Niemcy przeprowadzali porządkowanie otoczenia Wawelu i wyburzyli dom. Wtedy wytyczono ulicę w obecnym kształcie.
U zbiegu ulic św. Idziego i Grodzkiej do początku XIX w. znajdowała się Brama Grodzka. Obecnie w pobliżu tego samego miejsca znajduje się replika posągu Światowida ze Zbrucza.

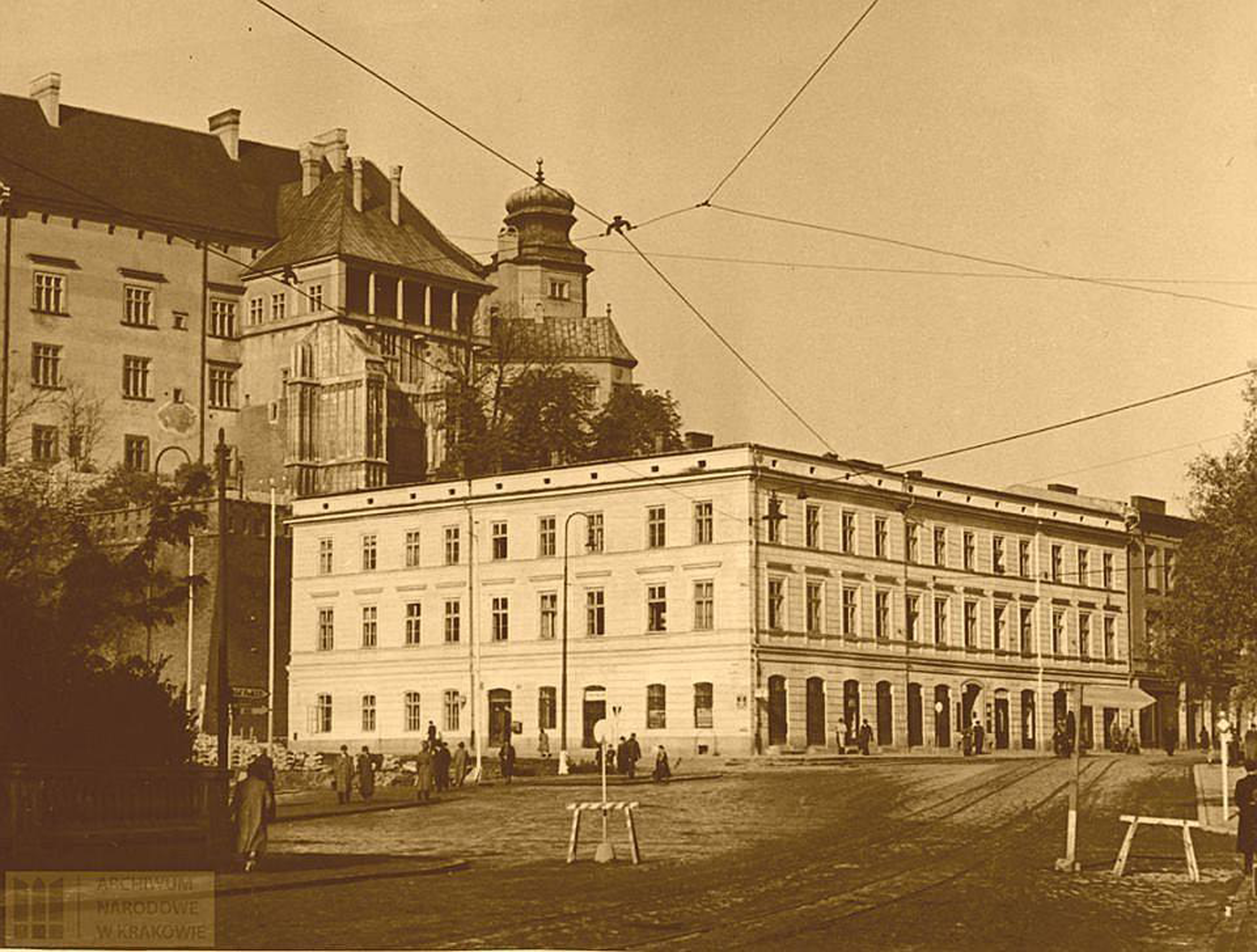
Kamienica Dębno istniejąca do 1940.
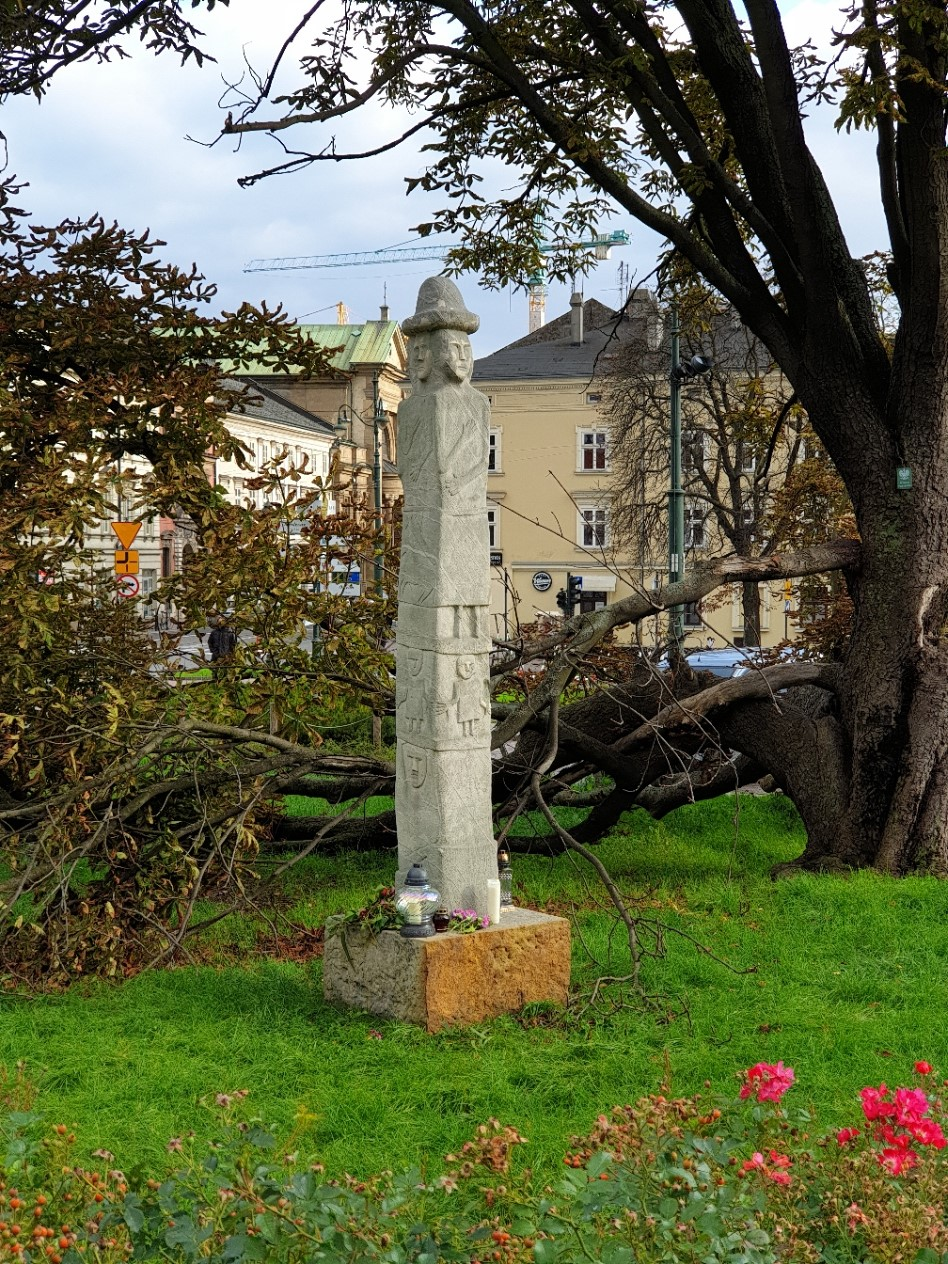
Replika Światowida ze Zbrucza.

## Źródła
- Kamienica Dębno 1940 i obecnie.